# Vermouth
Vermouth, af tysk Wermut "malurt", er en krydret hedvin. Drikken blev opfundet af Antonio Benedetto Carpano fra Torino 1786. Han valgte navnet vermouth fordi han var inspireret af en tysk hedvin med malurt, krydderurten som også indgår i absint. Oprindelig tilsattes krydderurten for at skjule den rå smag af alkohol i billig vin. Opskriften holdes hemmelig af de respektive producenter. Der findes både tør og sød vermouth. Den oprindelige udgave, tør, hvid vermouth, markedsføres ofte som "ekstra tør", og er en vigtig ingrediens i martini-cocktails med gin eller vodka. Rød vermouth er en sødere type med udtalt bitterhed, der ofte benyttes som aperitif. Sød, hvid vermouth (bianco) anvendes i drinks eller som aperitif. Blandt de kendte mærker finder man Noilly Prat, Martini og Cinzano.